# 満観峰
満観峰（まんかんほう）は、静岡市駿河区と静岡県焼津市にまたがる標高470mの山。

## 概要
頂上には展望園地があり、休憩舎、テーブルやベンチが整備されている。山頂からは南アルプス・富士山・静岡市街地・日本平・伊豆半島・駿河湾・高草山・御前崎の展望が広がる。満観峠付近は東海自然歩道のバイパスコースの1つ「満観峰コース」となっており、ハイキングコースが整備されている。南面などは茶畑に利用されている。

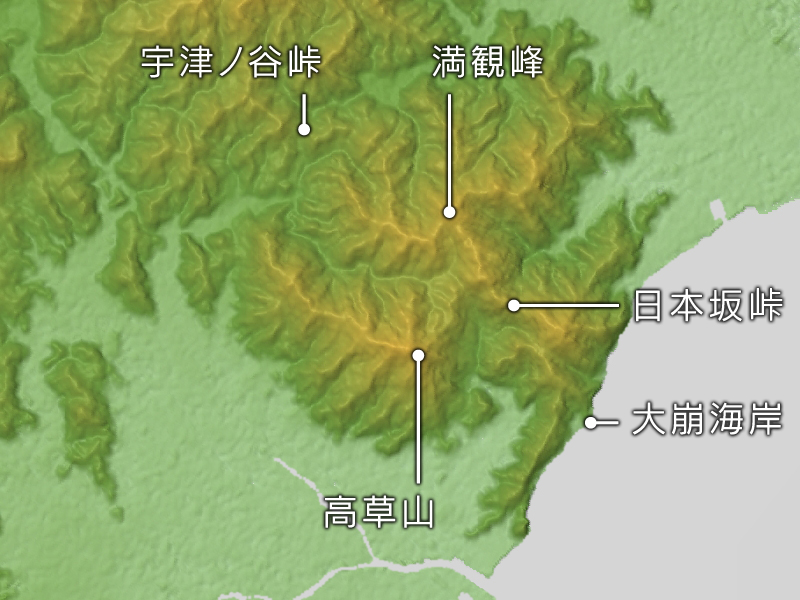
満観峰周辺の地形図

## 地理
赤石山脈（南アルプス）中央連嶺（大井川左岸山系）とされることがある。

### 周辺の山
| 山容                                                      | 山名     | 標高(m) | 三角点等級 基準点名 | 満観峰からの 方角と距離(km) | 備考       |
| --------------------------------------------------------- | -------- | ------- | ------------------- | --------------------------- | ---------- |
| 満観峰から望む丸子富士（2016年2月16日）                   | 丸子富士 | 450.00  | 三等 「舟川」       | 東北東 0.8                  | 郷土富士   |
| 満観峰の頂上（2016年2月16日）                             | 満観峰   | 470     |                     | 0                           |            |
| 満観峰から望む高草山、その左奥に焼津漁港（2016年2月16日） | 高草山   | 500.98  | 二等 「高草山」     | 南南西 2.1                  | 静岡の百山 |
| 用宗漁港から望む花沢山（2016年2月27日）                   | 花沢山   | 449.23  | 三等 「日本坂」     | 南東 2.2                    |            |

### 源流の河川
以下の河川の源流となる山で、駿河湾へと流れる。
- 小坂川
- 舟川、逆川 - 丸子川の支流
- 岡部川 - 瀬戸川の支流

### 周辺の峠
周辺には以下の峠がある。

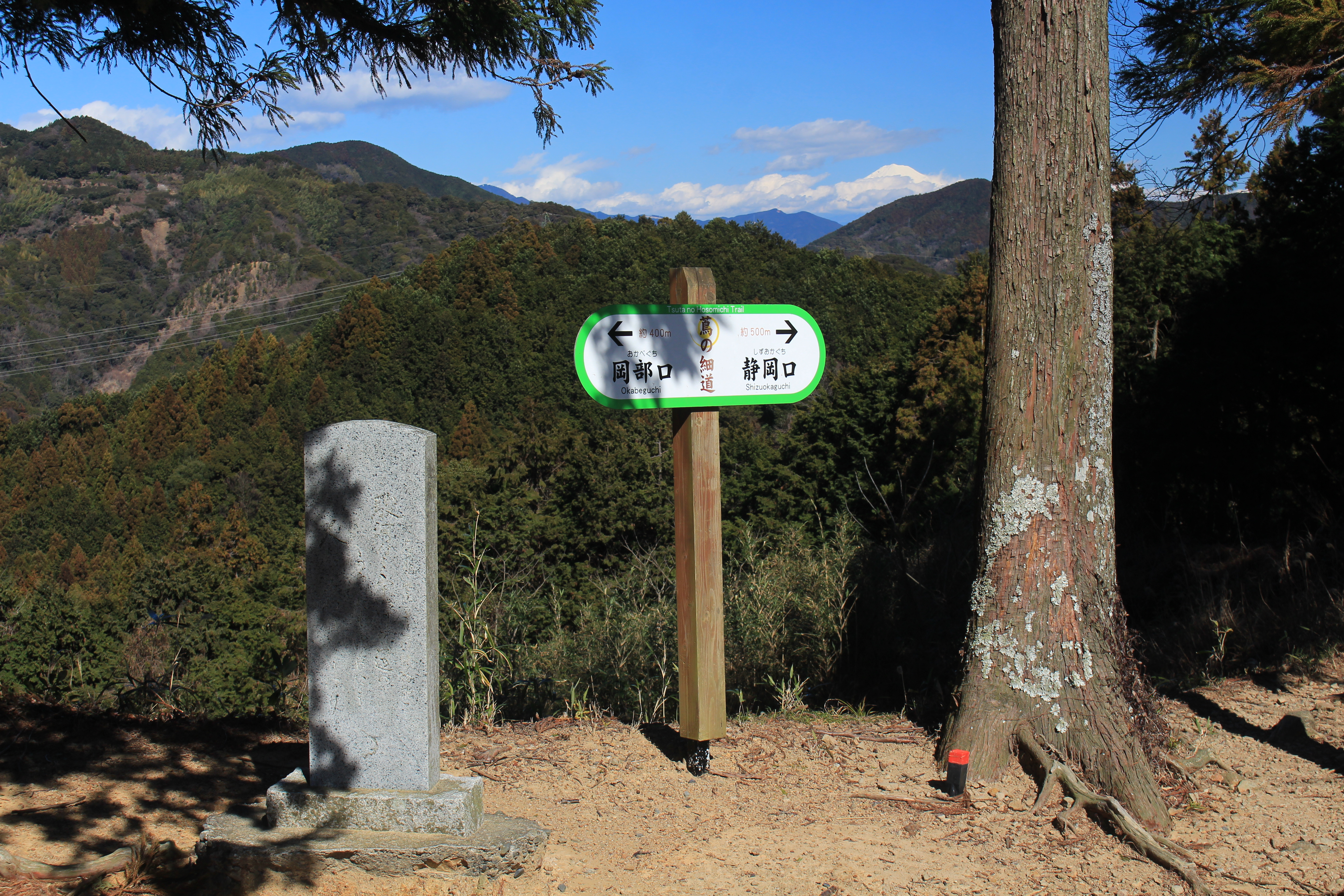
蔦の細道の宇津ノ谷峠

- 日本坂峠 - 満観峰と花沢山との鞍部（標高302 m）、南東の山域を日本坂トンネル（東名高速道路、東海道新幹線）と新日本坂トンネル（国道150号）が貫通する。
- 宇津ノ谷峠 - 満観峰から北西に延びる稜線上の鞍部（標高170 m）。国の史跡「東海道宇津ノ谷峠越」に指定されている[9]。周辺を国道1号と静岡県道208号藤枝静岡線のトンネルが貫通する。

### 交通・アクセス
- 東海旅客鉄道（JR東海）東海道本線用宗駅の西2 kmに位置する。
- 東名高速道路焼津インターチェンジの北北東5 kmに位置する。

## 眺望

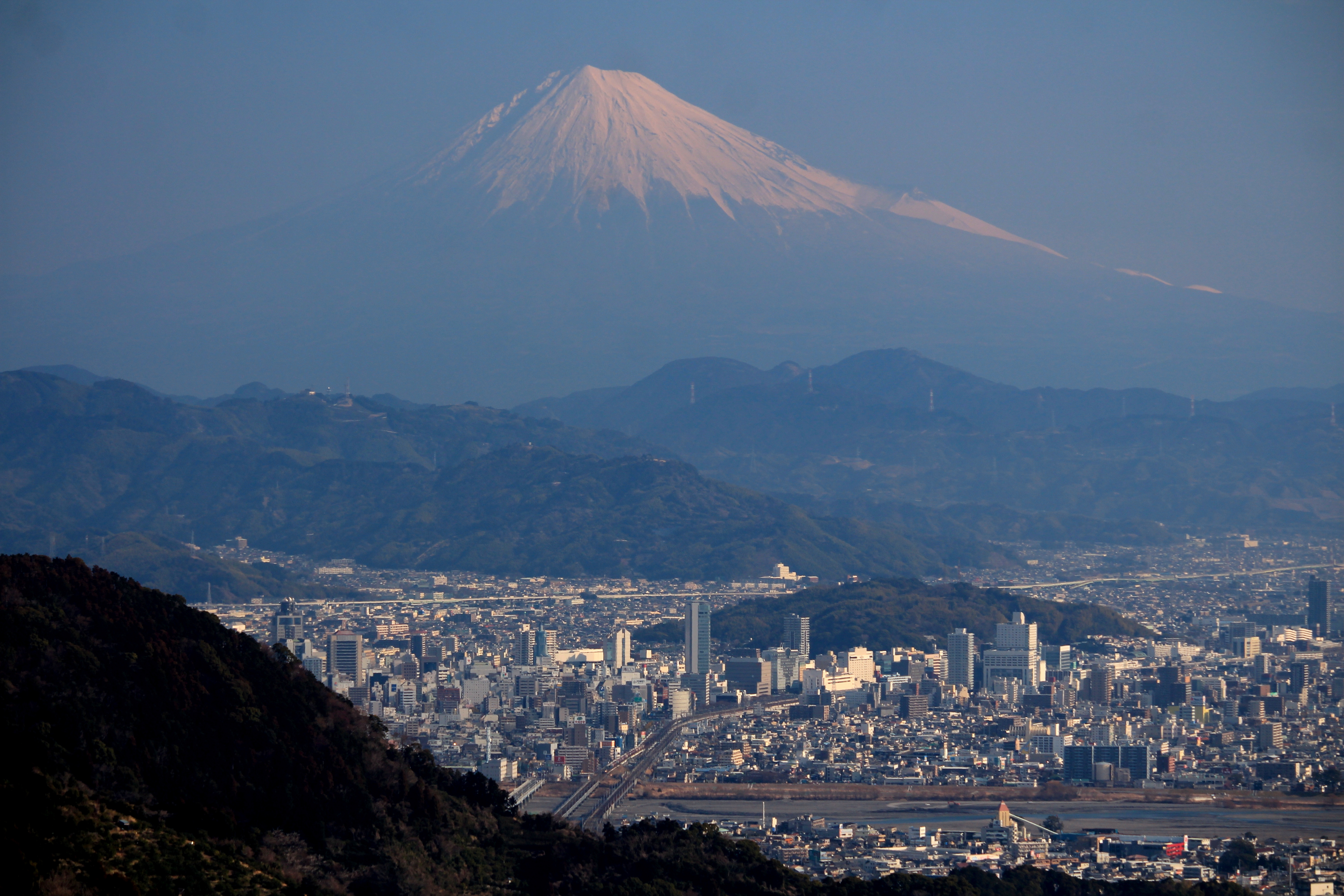
富士山と静岡駅周辺
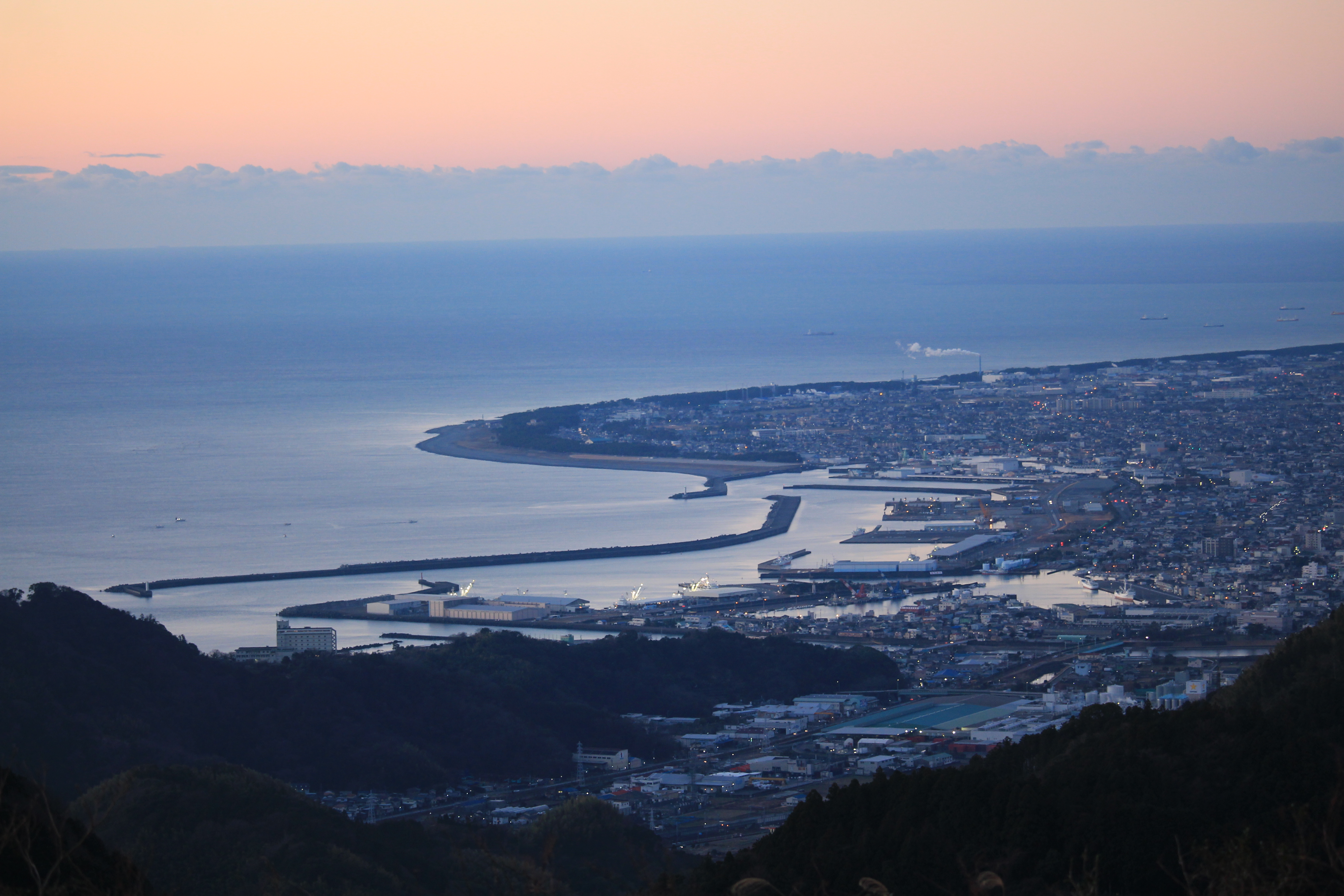
焼津漁港と駿河湾
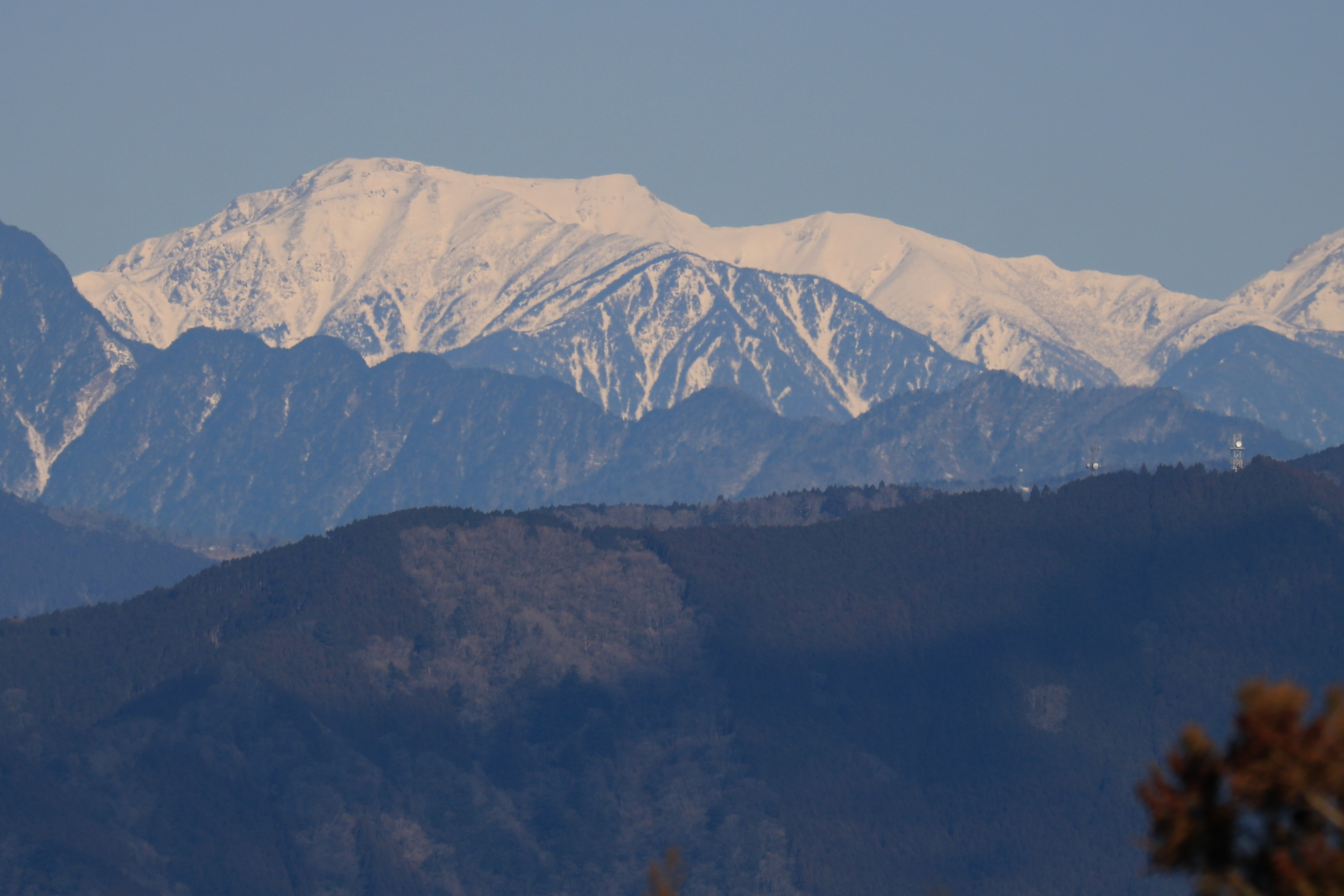
南アルプスの聖岳とその手前の上河内岳